# یوتی‌سی ۱:۳۰+
زمان‌بندی گرینویچ مثبت ۱:۳۰ (به انگلیسی: UTC+1:30) برای اندازه‌گیری زمان کاربرد دارد که مدتی‌است از آن استفاده نمی‌شود.
این زمان توسط دولت‌های Orange Free State، Transvaal و مستعمره کیپ از ۱۸۹۲ تا ۱۹۰۳ در آفریقای جنوبی
استفاده می‌شد؛ و این زمان در گذشته توسط آفریقای جنوب باختری آلمان که الان کشور نامیبیا استفاده می‌شد.